# Arafat Djako
Arafat Djako (n. Lomé, Togo, 10 de noviembre de 1988) es un futbolista togolés que juega como delantero y actualmente milita en el Welayta Dicha FC de la Liga etíope de fútbol.

## Clubes
| Club                | País       | Año         |
| ------------------- | ---------- | ----------- |
| AC Merlan           | Togo       | 2007 - 2008 |
| Ashanti Gold SC     | Ghana      | 2008 - 2009 |
| Bnei Sakhnin F.C.   | Israel     | 2009 - 2010 |
| Hapoel Acre FC      | Israel     | 2010        |
| FK Anzhí Majachkalá | Rusia      | 2011 - 2012 |
| Gaziantepspor       | Turquía    | 2011        |
| Al-Arabi SC         | Catar      | 2012        |
| FK Inter Baku       | Azerbaiyán | 2012        |
| Bnei Sakhnin F.C.   | Israel     | 2013        |
| FC Dacia Chișinău   | Moldavia   | 2014        |
| CF Mounana          | Gabón      | 2015 - 2016 |
| Awassa City FC      | Etiopía    | 2016 - 2017 |
| Welayta Dicha FC    | Etiopía    | 2017 -      |